# Valerie Leon
Valerie Leon (Hampstead, 12 novembre 1943) è un'attrice britannica.
Ha partecipato ad alcuni film della serie Carry On.

## Filmografia parziale
- Ci divertiamo da matti (Smashing Time), regia di Desmond Davis (1967)
- Carry On... Up the Khyber, regia di Gerald Thomas (1968)
- Un colpo all'italiana (The Italian Job), regia di Peter Collinson (1969)
- Carry On Again Doctor, regia di Gerald Thomas (1969)
- Zeta uno (Zeta One), regia di Michael Cort (1969)
- Carry On Up the Jungle, regia di Gerald Thomas (1970)
- Exorcismus - Cleo, la dea dell'amore (Blood from the Mummy's Tomb), regia di Seth Holt (1971)
- Carry On Matron, regia di Gerald Thomas (1972)
- Niente sesso, siamo inglesi (No Sex Please: We're British), regia di Cliff Owen (1973)
- Carry On Girls, regia di Gerald Thomas (1973)
- La spia che mi amava (The Spy Who Loved Me), regia di Lewis Gilbert (1977)
- I 4 dell'Oca selvaggia (The Wild Geese), regia di Andrew V. McLaglen (1978)
- La vendetta della Pantera Rosa (Revenge of the Pink Panther), regia di Blake Edwards (1978)
- Mai dire mai (Never Say Never), regia di Irvin Kershner (1983)